# Witvlek-silene-uil
De witvlek-silene-uil (Hadena albimacula) is een nachtvlinder uit de familie van de nachtuiltjes. De vlinder heeft een spanwijdte van 3-3,8 cm.
De waardplanten van deze vlinder zijn nachtsilene en andere silenesoorten. Van deze planten worden door de rupsen de zaden gegeten. De vlinders bezoeken diverse soorten bloemen voor nectar.
In Nederland is de vlinder zeer zeldzaam en is alleen bekend van het zeedorpenlandschap in Noord-Holland. Ook in België is de soort zeer zeldzaam.
De vliegtijd loopt van mei tot begin augustus. De rupsen zijn van juli tot begin september in of rond de waardplant te vinden.